# حوت مرشد طويل الزعانف
الحوت المرشد طويل الزعانف (الاسم العلمي: Globicephala melas) هو نوع من الحيتانيات، يتبع جنس الحوت الطيار.